# Всесоюзная выставка по филателии и бонам
Всесоюзная выставка по филателии и бонам — первая общесоюзная филателистическая выставка, проходившая в Москве с 14 декабря 1924 по 1 февраля 1925 года по инициативе Уполномоченного по филателии и бонам в СССР Ф. Г. Чучина.

## Предыстория
Проведению всесоюзной филателистической выставки предшествовала организация экспозиции по филателии в рамках Первой Всероссийской сельскохозяйственной и кустарно-промышленной выставки, проходившей в Москве с 19 августа по 10 октября 1923 года.
В работе этой выставки приняла участие государственная Организация Уполномоченного по филателии и бонам (ОУФБ), которая на тот момент была особой секцией при Всероссийском комитете содействия сельскому хозяйству ВЦИК. Организация подготовила в главном здании выставки, на втором этаже, демонстрацию наиболее полной коллекции почтовых марок РСФСР в квартблоках со всеми разновидностями в оттенках. Эта коллекция была составлена филателистами В. Ф. Спальве-Блумбергом, Б. П. Раевским и В. В. Кренке. Там же ОУФБ расположила свой киоск, где посетители выставки могли приобрести как русские, так и иностранные почтовые марки, филателистические принадлежности и литературу, а также подписаться на журналы «Советский филателист» и «Советский бонист».
На территории Первой Всероссийской сельскохозяйственной и кустарно-промышленной выставки действовали два почтовых отделения, которые гасили корреспонденцию специальными штемпелями трёх видов. Первый из них представляет собой два концентрических круга, между которыми расположен текст «Москва. 1-я Всесоюз. сель.-хоз. выставка». В центре штемпеля — переводная календарная дата, причём месяц обозначен римскими цифрами. Второй — овальный штемпель с литерой «4». Его текст идентичен предыдущему. Отличается он тем, что месяц указан арабскими цифрами, а год — двумя последними арабскими цифрами. Третий спецштемпель с литерой «8», применявшийся в почтово-телеграфном отделении выставки, графически идентичен штемпелю ПТО № 2. Отличие третьего штемпеля заключалось в том, что месяц был обозначен арабскими цифрами, а год двумя последними.
Срок закрытия почтовых отделений документально зафиксирован в циркуляре Наркомпочтеля за № 32/1642 от 2 ноября 1923 года: «…В связи с закрытием Всероссийской выставки, находившиеся на её территории почтовые отделения закрыты, прекратили приём и отправку корреспонденции».

## Организационные моменты
Решение о проведении первой Всероссийской филателистической выставки было принято 11 мая 1923 года. Инициатором её проведения был Ф. Г. Чучин. Летом 1924 года ОУФБ и правление Всероссийского общества филателистов, с участием народных комиссаров финансов и почт и телеграфов, определили дату начала работы выставки на 15 декабря 1924 года. Практически вся организационная работа по подготовке и проведению выставки была возложена на ОУФБ. Она же взяла на себя большую часть расходов. Из 11 тысяч рублей, израсходованных на подготовку и проведение выставки, ОУФБ внесла 8 тысяч.
Выставка планировалась как «смотр советской филателии, на который русские филателисты должны явиться в полном филателистическом параде». Председатель Комиссии по организации выставки Л. К. Эйхфус писал в журнале «Советский филателист»:
Первая Всесоюзная выставка… покажет всему миру, как за несколько лет советской власти развивалась филателия. Выставка покажет, душит ли, — как всё ещё продолжает утверждать заграничная пресса, русских коллекционеров Государственная Организация, или, наоборот, помогает им.

## Описание
Первая в СССР выставка по филателии и бонам, получившая статус всесоюзной, открылась на день раньше планируемой даты — 14 декабря 1924 года.
Проведение выставки было специально приурочено к I съезду Всероссийского общества филателистов и Конгрессу Филинтерна, в ней приняли участие филателисты ряда городов СССР и 14 зарубежных стран, включая Швейцарию, Нидерланды, Турцию, Литву. Экспозиция размещалась в пяти залах Исторического музея в Москве. В них расположились коллекции по филателии, бонистике и нумизматике, а также экспонаты в литературном классе и различные коллекционные принадлежности. Были и особые предметы — картины, выполненные из марок. На выставке был организован широкий показ работ советских филателистов того времени, которые характеризовались большим тематическим разнообразием.
Выборы жюри были произведены на заседании правления Всероссийского общества филателистов закрытым голосованием путём подачи записок, причём ни избравшим, ни выбранным состав жюри известен не был. Работа велась каждым членом жюри самостоятельно и начиналась оценкой каждого экспоната по пятибалльной системе с пяти сторон: со стороны цели, планировки, расклейки, полноты коллекции и качества экземпляров. После того как эта оценка была сделана, члены жюри были представлены друг другу и жюри каждого отдела на особом заседании подводило общие итоги.
На выставке было хорошо налажено обеспечение коллекционеров, работали киоски. Вся корреспонденция гасилась специальным почтовым штемпелем с календарной переводной датой и текстом «1-я Всесоюзная выставка по филателии».
Выставка закрылась 1 февраля 1925 года.

## Награды выставки
В филателистическом классе было вручено 63 награды. Из них москвичи получили 34 награды, ленинградцы — семь. Иностранные участники получили четыре награды, в том числе:
- экспозиция Иосифа Бухера (Люцерн, Швейцария) «Марки Варшавской почты»;
- коллекция Леона Рая (Нидерланды) «Фальсификаты Трансвааля»;
- коллекция Т. Д. Матюхина (Константинополь, Турция) «Эссе и пробные оттиски Польши»;
- коллекция Литовского общества филателистов «Марки Литвы»[6].

В тематическом классе награды получили лишь коллекция Ф. И. Авиановича (Москва) «История борьбы за политическую свободу России до и после Октябрьской революции» и коллекция В. С. Митрофанова (Москва) «Марки воздушной почты».
Высокими наградами были отмечены коллекции непочтовых марок. Так, собрание В. В. Веркмейстера «Гербовые и фискальные марки России, РСФСР, СССР» было удостоено большой золотой медали. Малую медаль получила экспозиция М. Б. Наркевича «Благотворительные марки». Экспозиция В. Т. Пятенция «Благотворительные марки России» получила бронзовую медаль.
В официальном классе экспонировались коллекции ОУФБ, Музея народной связи Народного комиссариата почт и телеграфов СССР и Гознака. Из восьми наград, присуждённых экспонентам этого класса, четыре (из них три — большие золотые медали) получила ОУФБ.